# 丛林袋鼠属
叢林袋鼠屬（學名：Thylogale），又名紅腹袋鼠或灰沙袋鼠屬，是哺乳綱的一屬，而與叢林袋鼠屬（紅腹袋鼠）同科的動物尚有沙袋鼠屬（沙袋鼠）、蹶鼠屬（蹶鼠）、岩袋鼠屬（短耳岩袋鼠）等之數種哺乳動物。